# Liste der denkmalgeschützten Objekte in Sankt Andrä am Zicksee
Die Liste der denkmalgeschützten Objekte in Sankt Andrä am Zicksee enthält die 9 denkmalgeschützten, unbeweglichen Objekte der Gemeinde Sankt Andrä am Zicksee im Burgenland (Bezirk Neusiedl am See).

## Denkmäler
| Foto |                 | Denkmal                                                       | Standort                                        | Beschreibung | Metadaten |
| ---- | --------------- | ------------------------------------------------------------- | ----------------------------------------------- | --- | --- |
| ja   | Datei hochladen | Dreifaltigkeitssäule HERIS-ID: 10049 Objekt-ID: 6100          | gegenüber Hauptstraße 7 Standort KG: St. Andrä  | Die Dreifaltigkeitssäule steht im Ortszentrum und ist mit 1713 bezeichnet. | BDA-Hist.: Q38056127 Status: § 2a Stand der BDA-Liste: 2025-06-30 Name: Dreifaltigkeitssäule GstNr.: 356/1                                                        |
| ja   | Datei hochladen | Immaculatasäule HERIS-ID: 10048 Objekt-ID: 6099               | gegenüber Hauptstraße 38 Standort KG: St. Andrä | Die Immaculatasäule aus der Mitte des 18. Jahrhunderts wurde im Jahr 1854 restauriert. | BDA-Hist.: Q38056074 Status: § 2a Stand der BDA-Liste: 2025-06-30 Name: Immaculatasäule GstNr.: 356/1 Immaculata Sankt Andrä am Zicksee                           |
| ja   | Datei hochladen | Säule mit Krönung Mariens HERIS-ID: 10047 Objekt-ID: 6098     | bei Hauptstraße 52 Standort KG: St. Andrä       | Säule mit plastischer Darstellung Krönung Mariens. Laut Dehio aus dem 18. Jahrhundert, laut Sockelinschrift von der Familie Sattler 1877 gestiftet. | BDA-Hist.: Q38056037 Status: § 2a Stand der BDA-Liste: 2025-06-30 Name: Säule mit Krönung Mariens GstNr.: 355/5 Column Coronation of Mary, Sankt Andrä am Zicksee |
| ja   | Datei hochladen | Figurenbildstock, Guter Hirte HERIS-ID: 10050 Objekt-ID: 6102 | gegenüber Hauptstraße 63 Standort KG: St. Andrä | Säule mit der Figur des Guten Hirten wurde 1872 gestiftet. Die Sockelfiguren zeigen die Heiligen Wendelin und Leonhard. | BDA-Hist.: Q38056192 Status: § 2a Stand der BDA-Liste: 2025-06-30 Name: Figurenbildstock, Guter Hirte GstNr.: 355/1                                               |
| ja   | Datei hochladen | Kath. Pfarrkirche hl. Andreas HERIS-ID: 10043 Objekt-ID: 6094 | bei Kirchengasse 1 Standort KG: St. Andrä       | Ein Neubau aus dem Jahr 1937 steht an der Stelle einer 1724 errichteten Kirche. Der Flügel-Hochaltar ist ein Werk von Wilhelm Bormann. | BDA-Hist.: Q23660844 Status: § 2a Stand der BDA-Liste: 2025-06-30 Name: Kath. Pfarrkirche hl. Andreas GstNr.: 1 Pfarrkirche hl. Andreas, Sankt Andrä am Zicksee   |
| ja   | Datei hochladen | Bauernhaus und Rohrscheune HERIS-ID: 33316 Objekt-ID: 30738   | Kirchengasse 20 Standort KG: St. Andrä          | Ein Hakenhof mit Zwerchtrakt und Schilfrohrdeckung. Der Rohrstadel an der hinteren Grundstücksgrenze ist Teil des Schutzobjekts. Anmerkung: Bis 2020 war die Rohrscheune als eigenständiges Objekt unter der Objekt-ID 30739 / HERIS-ID 33317 geschützt. 2021 steht sie mit dem Bauernhaus zusammen unter Denkmalschutz. | BDA-Hist.: Q37951382 Status: Bescheid Stand der BDA-Liste: 2025-06-30 Name: Bauernhaus und Rohrscheune GstNr.: 529, 528, 530                                      |
| ja   | Datei hochladen | Tieber-Säule HERIS-ID: 10046 Objekt-ID: 6097                  | Neusiedler Bundesstraße Standort KG: St. Andrä  | Die Josephssäule neben der Straße nach Frauenkirchen weist eine Inschrift mit der Jahreszahl 1701 auf. | BDA-Hist.: Q38056011 Status: Bescheid Stand der BDA-Liste: 2025-06-30 Name: Tieber-Säule GstNr.: 1758/2 Josephssäule, Tieber Säule, Sankt Andrä am Zicksee        |
| ja   | Datei hochladen | Bauernhof, Elbhof HERIS-ID: 10053 Objekt-ID: 6105seit 2014    | Schadgasse 8 Standort KG: St. Andrä             | | BDA-Hist.: Q38056262 Status: Bescheid Stand der BDA-Liste: 2025-06-30 Name: Bauernhof, Elbhof GstNr.: 227                                                         |
| ja   | Datei hochladen | Lidy-/ Annakapelle HERIS-ID: 10044 Objekt-ID: 6095            | Standort KG: St. Andrä                          | Die kleine Kapelle mit geschweiftem Giebel und Dachreiter steht nördlich außerhalb des Ortes an der Neusiedler Straße nach Frauenkirchen. Nach der Inschrift wurde sie im Jahr 1851 erbaut. | BDA-Hist.: Q38055964 Status: § 2a Stand der BDA-Liste: 2025-06-30 Name: Lidy-/ Annakapelle GstNr.: 1757 Lidy-Kapelle, Sankt Andrä am Zicksee                      |